# Gyrodactylus salaris
Gyrodactylus salaris eller laxdjävul är en plattmaskart som beskrevs av Malmberg 1957. G. salaris ingår i släktet Gyrodactylus, och familjen Gyrodactylidae. Det är en ektoparasit som utvärtes parasiterar på Atlantlax under dess vistelse i sötvatten. Parasiten är mycket liten (<1mm) och sätter sig företrädesvis på laxens hud och fenor. Parasiten fäster i huden med hjälp av en opisthaptor, ett organ med sexton vassa krokar som sitter i bakänden på masken. Den livnär sig av att äta slem samt olika typer av celler från fiskens yttersta hudlager. G. salaris kan parasitera lax av alla åldrar, men laxungar lider av högst dödlighet.

## Historik
G. salaris ursprungliga utbredning är Östersjöområdet och den upptäcktes först 1952 i en laxodling i Indalsälven. På senare år har den även spritts till vattendrag i Norge och på svenska västkusten där den utgör en främmande invasiv art. Östersjölax, vilket är en avskild ras av Atlantlax, kan bära på G. salaris utan symtom, vilket tros bero på att laxen i Östersjön har samevolverat med parasiten under lång tid. Utanför dess naturliga utbredningsområde kan G. salaris orsaka stor dödlighet bland ung lax då dessa bestånd inte har varit i kontakt med parasiten tidigare. Sedan G. salaris först upptäcktes i Norge 1975 har den koloniserat ett fyrtiotal älvar och utrotat flera hela laxbestånd. På svenska västkusten upptäcktes parasiten för första gången 1989 i Säveån och 2012 hade parasiten återfunnits i åtminstone 19 vattendrag på västkusten. Laxbestånden på svenska västkusten verkar vara känsligare än de i Östersjön och uppvisar till exempel försämrad tillväxt i infekterade vattensystem, men klarar sig avsevärt bättre än norska laxbestånd.

## Skada på värddjuret
Generellt sett är väldigt lite känt om sjukdomen gyrodactylosis och dess anledning till dödlighet hos fisk. Parasiten sätter sig fast med en opisthaptor försedd vassa krokar och äter på fiskens hud vilka båda orsakar hål och sår i huden. Avgörande faktorer till dödligheten hos lax tros vara läckage av salter genom såren och en förhöjd risk för sekundära infektioner. Vid låggradig infestation med endast ett fåtal (från en till några tiotal) parasiter är det svårt att se några symtom. Vid hög infestation kan fenorna bli slitna och en förhöjd slemproduktion kan göra att fisken ser grå ut. Fisken blir också långsam och ställer sig i lugna områden av vattendraget. Laxyngel drabbas hårdast av infektionen. Dödligheten hos ung lax förbi yngelstadium är högst individuell vilket gör det svårt att sätta en gräns för när infektionen blir dödlig, men generellt behövs tusentals parasiter för att döda värden.

## Livscykel
G. salaris lever och reproducerar sig på en och samma värd och har alltså en direkt livscykel. Avkomman fäster och parasiterar på samma värddjur som föräldern.  Parasiten har en vivipar fortplantning, det vill säga en inre embryoutveckling där avkomman föds nästan fullt utvecklad. Detta betyder att parasitpopulationen på värddjuret snabbt kan nå höga nummer. G. salaris är en protogyn hermafrodit  vilket betyder att parasiten alltid föds med honligt kön och utvecklar först senare hanligt reproduktionssystem. Modern producerar alltid första dottern asexuellt. Den ofödda dottern är i sin tur gravid med ytterligare ett embryo, vilket förklarar varför gyrodactyliderna bildligt kan kallas för ”Russian-Doll Killers.”  Parasiten har inget ägg- eller vilstadium.

## Smittspridning

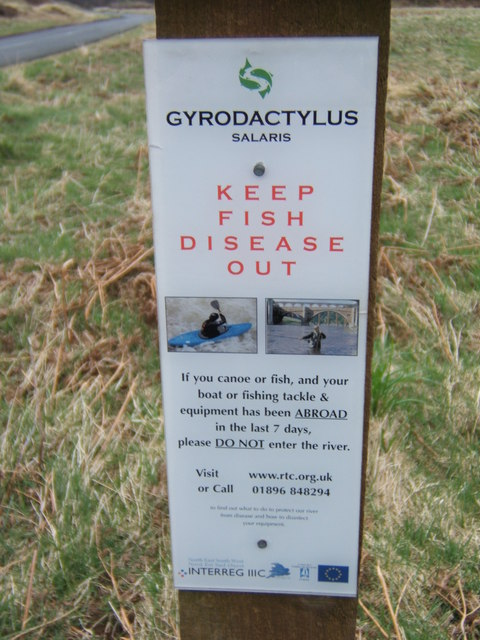
Uppmaning vid skotsk sjö för att undvika spridning av gyrodactylys salaris.

Geografisk spridning av G. salaris till nya vattendrag beror främst på utsättning av fisk från odlingar och kläckerier där parasiten förekommer. Den första introduktionen av parasiten till Norge 1975 tros ha skett genom en utsättning med smittad lax från Östersjöområdet. Det är mycket osannolikt att parasiten spridit sig till Norge med havsvandrande fisk eftersom den är känslig för den höga salthalten i havet. Dock kan parasiten spridas till nya vattendrag på naturlig väg när infekterad fisk har möjlighet att migrera genom brackvatten. Teoretiskt sett kan spridning även ske med redskap, såsom med nät, vadarstövlar, eller båtar som varit i kontakt med infekterad fisk, då parasiten kan överleva flera dygn utan värd beroende på temperatur. Väl introducerad till ett nytt laxbestånd kan parasiten snabbt sprida sig och uppnå en hög prevalens och döda majoriteten (87 %) av den juvenila laxen. I ett fältexperiment utfört i en avgränsad del av ett vattendrag kunde parasiten från ett väldigt lågt antal infekterade fiskar (3 %) på sex veckors tid öka till en avsevärt högre prevalens (60 %). Kolonisering av hela vattendrag tar 1-3 år efter parasitens introduktion. Utrotning av norska laxbestånd i infekterade vattendrag har skett efter 4-6 år.
G. salaris har en direkt livscykel och saknar specifikt spridningsstadium. Smitta sker istället som kontaktsmitta, dels mellan levande fiskar, dels via kontakt med döda infekterade fiskar. Smitta kan också ske via kontakt med substrat eller, mer sällsynt, genom att fritt svävande parasiter når en icke-infekterad fisk. På döda värddjur eller annat substrat kan parasiten sträcka sig ut vinkelrätt från underlaget i ett elongerat tillstånd (2-4 gånger normal längd) för att på så sätt öka chansen till spridning till en ny värd. Parasiten är rörlig och kan därmed välja plats på värden. En studie av G. salaris på fem stammar av Atlantlax visade att de företrädesvis parasiterade bröst- och ryggfenor, något som antas kunna främja spridningsförmågan  med motiveringen att fenorna är fiskens extremiteter och är de delar av fisken som först kommer i kontakt med andra fiskar.

### Andra laxfiskar
G. salaris kan förutom Atlantlax infektera en rad andra laxfiskar, i ordning från högre till lägre känslighet: regnbåge, röding, bäckröding, harr, kanadaröding och öring. Man har experimentellt infekterat brittiska stammar av lax, öring och harr med en skadlig norsk stam av G. salaris. Den brittiska laxen visade sig vara mycket känslig då G. salaris infesterade och förökade sig på laxungarna tills försöket avbröts efter 33 dagar på grund av att de tog för stor skada. Öringen och harren infesterades till en början av ett stort antal parasiter men efter två veckor sjönk antalet och infektionen var mild under de 110 dagar experimentet fortgick. Eftersom öringen och harren inte tog någon nämnvärd skada av infektionen kan de bära på parasiter under längre tid. Detta betyder att andra arter än lax kan fungera som reservoarer och ha en betydande roll i parasitens fortlevnad.

## Kontroll och åtgärder
Inom G. salaris ursprungsområde utgör parasiten inget större problem och inga åtgärder görs för att begränsa förekomsten. Den viktigaste förebyggande åtgärden är att inte flytta fisk från Östersjön till platser där känsliga laxbestånd förekommer. På svenska västkusten bedrivs övervakningsprogram för att följa parasitens utveckling och effekt på laxbestånden. I Norge är målet att utrota parasiten från alla infekterade vattendrag och fiskodlingar. Avspärrningar av vattendrag och behandling med rotenon har visat sig vara ett effektivt sätt att bli av med parasiten. Rotenon är ett ämne som används för att utrota fiskbestånd och således även parasiterna. I Norge har 20 tidigare infekterade vattendrag blivit helt fria från parasiten med hjälp av rotenonbehandling.